# Camille Jouffrault
Camille Jouffrault est un homme politique français né le 22 mars 1845 à Argenton-Château (Deux-Sèvres) et décédé le 26 novembre 1905 à Paris.

## Biographie
Fils d'Amédée Jouffrault, médecin à Argenton-Château, et de Louise Violleau, il fait ses études de droit à Paris. Il est reçu avocat et travaille en parallèle comme rédacteur du "journal des percepteurs". En 1870 il achète le journal et en devient le directeur.
Pendant la guerre il est fait prisonnier puis libéré. De retour en France, il succède à son père comme conseiller général du canton d'Argenton-Château en 1872 et comme maire d'Argenton-Château.
Il est révoqué après le 16 mai 1877. Candidat républicain aux élections d'octobre 1877, il est battu, mais l'invalidation de l'élection provoque une élection partielle qu'il remporte en 1879. Il siège à l'extrême gauche. Battu en 1881, il retrouve son siège en 1885. 
Il ne se représente pas en 1889, et devient sénateur de 1891 à 1905, inscrit au groupe de la Gauche démocratique.

## Postérité
Le 17 mars 1884, il épouse Céline Lagrange, fille de François Lagrange, banquier et conseiller général de la Dordogne. Ils ont quatre enfants dont :
- Paul Jouffrault (1885-1944), général de brigade et résistant.
- André Jouffrault (1887-1975), médecin et député des Deux-Sèvres.

## Sources
- « Camille Jouffrault », dans le Dictionnaire des parlementaires français (1889-1940), sous la direction de Jean Jolly, PUF, 1960 [détail de l’édition]
- Alphonse Bertrand, Le Sénat de 1894 : biographies des 300 sénateurs, P. Mouillot, 1894, p. 349